# Naim Süleymanoğlu
Pour les articles homonymes, voir Süleymanoğlu.
Naim Süleymanoğlu, né le 23 janvier 1967 à Ptitchar (Bulgarie) et mort le 18 novembre 2017 à Istanbul, est un haltérophile turc issu de la minorité turque de Bulgarie.

## Biographie
Très petit, Naim Süleymanoğlu atteindra vite sa taille définitive de 1,47 m. L'haltérophilie sera plus qu'une vocation pour lui. Il établit son premier record correspondant à des performances d'adulte à l'âge de 15 ans seulement. En 1984, âgé de 16 ans, il devient le deuxième haltérophile capable de développer trois fois le poids de son corps à l'épaulé-jeté, il obtient aussi à cet âge-là son premier record du monde. Si la Bulgarie n'avait pas boycotté les Jeux olympiques cette année-là, Süleymanoğlu aurait vraisemblablement obtenu la médaille d'or ; en effet, quelques semaines après les Jeux de 1984, il souleva 30 kg de plus que le champion olympique dans sa catégorie de poids.
En 1985, il devient pour la première fois champion du monde à 18 ans.
En décembre 1986 à Melbourne en Australie, Süleymanoğlu fait défection et obtient l'asile politique en Turquie, étant issu de la minorité turque de Bulgarie, qui subissait l’assimilation sous le régime communiste de Todor Jivkov. Malgré les contestations bulgares, qui l'ont entraîné depuis son enfance et financé, il obtient l'autorisation de représenter la Turquie aux Jeux olympiques de 1988, avec un transfert négocié à hauteur d'un million de dollars.
Dès 1987, Naim confirme sa suprématie mondiale. Champion olympique en 1988, il établit un double record du monde à l'arraché et à l'épaulé-jeté, remportant le titre olympique en soulevant 30 kg de plus que le médaillé d'argent. En fait, le total combiné de Süleymanoğlu dépasse le total correspondant du champion olympique dans la catégorie poids légers (alors que Naim concourt en poids plumes, la catégorie inférieure).
Sous ses nouvelles couleurs, il est champion olympique encore en 1992 et en 1996, devenant ainsi le premier haltérophile trois fois titré consécutivement aux JO. À Atlanta, Süleymanoğlu livre un duel homérique au Grec Valérios Leonidis et remporte un troisième titre olympique en battant son propre record du monde. Süleymanoğlu tente en vain de conquérir un quatrième titre à Sydney, mais il est éliminé après trois tentatives infructueuses à l'arraché, sur une barre de 145 kg. 
Fort également de ses seize titres mondiaux, de ses 50 records mondiaux, Süleymanoğlu devient un héros national.
En 2002 et 2006, il est candidat à des élections pour le Parti d'action nationaliste.
Il meurt le 18 novembre 2017 après plus d'un mois de soins intensifs, atteint d'une grave insuffisance hépatique. Il est inhumé au cimetière militaire d'Edirnekapı, à Istanbul.

## Hommages
Le 25 octobre 2019, un film sur la vie de Naim Süleymanoğlu sort dans les salles turques. Pour l'occasion, une chanson du rappeur Eypio intitulée Naim lui est dédiée.

## Performances
Selon le chercheur Thomas Séon, qui élabore une relation entre la force produite et la masse des haltérophiles, Naim Süleymanoğlu est le sportif ayant réussi la meilleure performance de tous les temps.

## Citation
- « Quand je ne saurai plus marcher, c'est vous qui me porterez. »[réf. nécessaire]
- « Même mort, je continuerai de crier « liberté, liberté, liberté ». »

## Palmarès

### Jeux olympiques
- Médaille d'or en catégorie poids plumes aux Jeux olympiques d'été de 1988
- Médaille d'or en catégorie poids plumes aux Jeux olympiques d'été de 1992
- Médaille d'or en catégorie poids plumes aux Jeux olympiques d'été de 1996

### Championnats du monde
- Médaille d'argent en catégorie poids plumes aux Championnats du monde 1983
- Médaille d'or en catégorie poids plumes aux Championnats du monde 1985
- Médaille d'or en catégorie poids plumes aux Championnats du monde 1986
- Médaille d'or en catégorie poids plumes aux Championnats du monde 1989
- Médaille d'or en catégorie poids plumes aux Championnats du monde 1991
- Médaille d'or en catégorie poids plumes aux Championnats du monde 1993
- Médaille d'or en catégorie poids plumes aux Championnats du monde 1994
- Médaille d'or en catégorie poids plumes aux Championnats du monde 1995

### Championnats d'Europe
- Médaille d'argent en catégorie poids plumes aux Championnats d'Europe 1983
- Médaille d'or en catégorie poids plumes aux Championnats d'Europe 1984
- Médaille d'or en catégorie poids plumes aux Championnats d'Europe 1985
- Médaille d'or en catégorie poids plumes aux Championnats d'Europe 1986
- Médaille d'or catégorie poids plumes aux Championnats d'Europe 1988
- Médaille d'or catégorie poids plumes aux Championnats d'Europe 1989
- Médaille d'argent catégorie poids plumes aux Championnats d'Europe 1992
- Médaille d'or en catégorie poids plumes aux Championnats d'Europe 1994
- Médaille d'or en catégorie poids plumes aux Championnats d'Europe 1995
- Médaille de bronze en catégorie poids plumes aux Championnats d'Europe 2000